# Königin Viktoria (Film)
Königin Viktoria ist ein britischer Historienfilm aus dem Jahre 1937. Unter der Regie und Produktion von Herbert Wilcox spielen Anna Neagle und Adolf Wohlbrück (im Exil als Anton Walbrook) das royale, britisch-deutsche Liebespaar Königin Victoria und Prinz Albert von Sachsen-Coburg-Gotha.

## Handlung
Der sechs Dekaden umspannende Film ist wie ein großer Bilderbogen angelegt und folgt den Lebensstationen der noch jungen Königin vom Jahr ihrer Krönung 1837 bis zu ihrem 60. Thronjubiläum, mit dem der Film endet. Dabei spielen die politischen Aspekte jener Jahre, die als das viktorianische Zeitalter in die Geschichte eingingen, nur eine untergeordnete Rolle.
Den größten Raum nimmt die Beziehung und leidenschaftliche Romanze Victorias mit ihrem späteren Ehemann, Prinz Albert, ein. Gezeigt wird ihre Begegnung mit dem deutschen Adeligen, die rasche Verliebtheit und Eheschließung sowie vor allem die glücklichsten Jahre Victorias bis zum überraschend frühen Tod Alberts im Jahre 1861. Im weiteren Verlauf des Filmes wird Queen Victorias geschickte Machtpolitik zum Wohle und Ruhme des Empires in den Mittelpunkt gerückt.

## Produktionsnotizen
Der Film wurde im späten Frühjahr (Mai / Juni) 1937 gedreht und bedeutete für den Ende Januar 1937 nach England ausgewanderten österreichischen Schauspieler Adolf Wohlbrück den Durchbruch als Filmstar in Großbritannien. Königin Viktoria wurde sowohl bei der heimischen Kritik als auch beim britischen Kinopublikum ein überwältigender Erfolg. Er entstand im Rahmen der groß angelegten 100-Jahr-Feiern anlässlich Victorias Thronbesteigung im Jahre 1837. Aus diesem Anlass wurde auch das 1935 verfasste Stück Victoria Regina, das diesem Film als Vorlage diente, sowohl im Vereinigten Königreich als auch in den USA im Rahmen zahlreicher Theatervorstellungen und -tourneen aufgeführt. Mit der Rolle des Prinzen Albert feierten eine Reihe deutschsprachiger Schauspieler – Paul Henreid, Willy Eichberger, Albert Lieven (alle in England) und Werner Fuetterer (in den USA) – 1937 große Theatererfolge.
Die Welturaufführung von Königin Viktoria fand am 16. September 1937 am Leicester Square Theatre in London statt. Im darauf folgenden Monat konnte man den Film auch in Frankreich und den USA sehen. In Österreich lief er unter dem leicht veränderten Titel Königin Victoria nahezu zeitgleich, am 21. Oktober 1937, in Wiens Rotenturmkino, an. Der Film wurde in Wien im Rahmen einer Festaufführung vor geladenen diplomatischen Vertretern aus Großbritannien, der Schweiz, Italiens, Griechenlands, Rumäniens, Bulgariens, der Sowjetunion, Japans und Chinas vorgestellt. In Deutschland lief Königin Viktoria erst 1954 an.
Die letzte Sequenz des überwiegend in Schwarzweiß gedrehten Films Königin Viktoria – die Jubiläumsfeier anlässlich des 60-jährigen Thronjubiläums – wurde in Technicolor gefilmt. 1938 drehte dasselbe Team (Wilcox, Neagle, Walbrook) eine nicht minder prunkvolle Fortsetzung unter dem programmatischen Titel Sixty Glorious Years. Angesichts des großen kommerziellen Erfolges von Königin Viktoria wurde das Sequel nunmehr komplett in Farbe gedreht.
Bei Grete Wegener in der Rolle der Baronin Lehzen handelt es sich um Paul Wegeners Ehefrau Greta Schröder, die für diese Rolle zweimal (1937 und 1938) vom deutschen Propagandaminister Goebbels eine Ausreisegenehmigung nach England erhalten hatte.

## Kritiken
Wiens Neue Freie Presse berichtete 1937: „Zu den positiven Seiten dieses Films gehören drei Faktoren: die lebhafte Regie Wilcox‘, die Schönheit, aber auch die schauspielerische Intensität Anna Neagles und die diskrete Technik Adolf Wohlbrücks, der damit einen ausgezeichneten Start im englischen Film gewinnt.“
Die Wiener Zeitung schrieb 1937: „Herbert Wilcox (…) hat es verstanden, ein geschlossenes Bild von dem Leben der Königin Viktoria als Gattin zu bieten. Alles was mit ihrer Ehe zusammenhängt (…) werden in wirkungsvollen Laufbildern gezeigt. In Anna Neagle hat Wilcox eine Darstellerin gefunden, die es zustandebringt, die Königin durch sechs Jahrzehnte glaubhaft zu gestalten (…).“
In der Österreichischen Film-Zeitung war 1937 zu lesen: „Herbert Wilcox hat mit verständnisvollem Eingehen auf filmische Möglichkeiten das Leben der Königin Victoria und ihre Liebe zu Prinz Albert auf dem Hintergrund eines Querschnittes durch England während der langen Regierungszeit der Königin in menschlich packender Darstellung auf die Leinwand gebracht.“
Der Movie & Video Guide schrieb: “Neagle is radiant as Queen Victoria in often-stodgy biopic emphasizing her romance with Prince Albert (Walbrook).”
Halliwell‘s Film Guide charakterisierte den Film wie folgt: “A decent film with all the British virtues, and a milestone in the cinema of its time. Script and performances are excellent; production sometimes falters a Little.”
In der Online-Ausgabe der New York Times ist zu lesen: “Herbert Wilcox was the producer, so no one was surprised and everyone was satisfied when Wilcox cast his actress wife, the beloved Anna Neagle, as Queen Victoria. The film repeats the play’s episodic approach, tracing Victoria from her 1837 coronation to her Jubilee celebration sixty years later. Ms. Neagle is faultless, if perhaps a bit too self satisfied in this actor-proof role; her best scenes are with Prince Albert, played with finesse by Anton Walbrook.”
Das Lexikon des Internationalen Films meint: „Gut gespielte und solide inszenierte Filmbiografie, die das Charakterbild der Monarchin ein wenig verklärt, aber historische Hintergründe und Zeitatmosphäre mit Sorgfalt behandelt.“